# Aldosterone
L'aldosterone è un ormone steroideo prodotto dalla zona glomerulare della corticale del surrene, detto sodio ritentivo e potassio espulsivo per la sua azione sui due ioni.
È il capostipite degli ormoni mineralcorticoidi che, come i glucocorticoidi, vengono prodotti nella corteccia del surrene, ma attraverso due vie biosintetiche distinte. A differenza del glucocorticoide cortisolo, il controllo della sintesi non dipende principalmente dalla tropina adenoipofisiaria ACTH: infatti, la liberazione di aldosterone nell'organismo dipende da diversi fattori, i più importanti dei quali sono l'aumento della concentrazione extracellulare di potassio, che agisce direttamente sulla corteccia surrenale, e l'attivazione del sistema renina-angiotensina-aldosterone per riduzione della pressione arteriosa (la riduzione della pressione attiva il sistema renina-angiotensina-aldosterone che serve a farla aumentare di nuovo).

## Meccanismo d'azione
Il segnale per la sintesi dell'aldosterone viene generato quando l'organismo richiede una maggiore pressione sanguigna, un maggior volume plasmatico e un aumento di ioni Na+ nel sangue. L'angiotensina II o l'angiotensina III, entrambi ormoni peptidici facenti parte del sistema renina-angiotensina si legano al recettore dell'angiotensina, che riconosce entrambe le molecole ed attiva all'interno della cellula la fosfolipasi C. Questa a sua volta scinde un fosfatidilinositolo-4,5-difosfato (PIP2) della membrana plasmatica nelle molecole inositolo trifosfato (IP3) e diacilglicerolo (DAG). L'IP3 si lega al proprio recettore sulla superficie del reticolo endoplasmatico liscio e ad alcune vescicole di deposito intracellulari, determinando la liberazione da questo di ioni Ca2+.
Nel frattempo lo stesso complesso recettore dell'angiotensina-angiotensina apre i canali del calcio facendo affluire Ca2+ dallo spazio extracellulare nel citoplasma. Il DAG e l'aumentata concentrazione di Ca2+ (normalmente molto bassa nel citoplasma) attivano la proteina chinasi C (PKC) che fosforila gli enzimi che costituiscono le tappe limitanti della sintesi di aldosterone. L'acetilcolina ha un effetto simile, ma si lega ai recettori muscarinici. La sintesi di aldosterone è aumentata.
L'aldosterone è quindi secreto nello spazio extracellulare delle cellule della corteccia glomerulare e nei vasi sanguigni che lo trasportano sino alle cellule del tubulo distale del rene. L'aldosterone diffonde attraverso la membrana plasmatica, essendo un ormone steroideo, e si lega al recettore MRα nel citoplasma, cui segue una cascata di fosforilazioni e l'attivazione di fattori di trascrizione che aumentano la sintesi di proteine che a loro volta aumentano l'assorbimento di ioni Na+ e acqua dal filtrato, incentivando la secrezione nel filtrato di K+.
L'ormone antagonista dell'aldosterone è il fattore natriuretico atriale (ANF) secreto dai cardiomiociti del cuore, esso infatti si lega al suo recettore e attiva la guanilato ciclasi, che converte GTP in cGMP, il quale inibisce la sintesi di aldosterone agendo sugli enzimi ed attiva la fosfodiesterasi che inibisce l'adenilato ciclasi. L'ANF viene secreto in risposta ad elevato volume plasmatico, ipokaliemia, ipernatriemia.
Risale a più di un decennio fa la scoperta che un'altra parte consistente degli effetti dipende da meccanismi non collegati alla trascrizione genica. Sono stati dimostrati, invero, azioni "veloci" e "non-genomiche" mediate dall'aldostrone che non possono essere spiegate con i tradizionali meccanismi dipendenti dal suo MRα. Ad esempio, l'aldosterone innesca un afflusso di ioni calcio nelle cellule muscolari lisce arteriose, un effetto che non può essere bloccato dallo spironolattone, noto antagonista del MRα. In parallelo, esso attiva la pompa sodio-potassio nelle cellule miocardiche tramite l'ausilio della "proteina chinasi calcio/lipide-dipendente" (PKC), effetto ancora una volta che non è sensibile allo spironolattone. A livello renale, l'aldosterone attiva lo scambio sodio-protoni nelle cellule sensibili al cortisolo, modulando le concentrazioni di Ca2+ intracellulare e l'attivazione delle Mitogen-Activated Protein Kinases (MAPKs). Ciò dimostra che devono esistere meccanismi che permettono all'aldosterone di agire in tempi più brevi (alcuni minuti) di quelli richiesti dalla trascrizione (molte ore). Il complesso aldosterone-recettore intraprende un'altra via biochimica prima di traslocare nel nucleo ed avviare la trascrizione genica.
L'MRaplha legato dall'aldosterone, infatti, può interagire nel citoplasma con il complesso c-Src/Hsp90 composto dalla proteina tirosina chinasi c-Src ed uno chaperone molecolare della famiglia delle proteine indotte dallo shock termico (Heat Shock Proteins, Hsps). Tale complesso è funzionalmente quasi inattivo. Una volta che esso viene legato dal MRalpha/ormone, la Hsp90 lascia la tirosina chinasi c-Src, che diviene così attiva. Questa, a sua volta, fosforila diversi bersagli cellulari, inclusa la pompa sodio-potassio ed i canali del sodio, e porta all'attivazione della PKC e delle MAPKs. L'effetto dell'aldosterone si esplica a livello del tubulo contorto distale e del dotto collettore del rene aumentando la permeabilità della membrana apicale delle cellule cosiddette "principali" allo ione sodio, permettendone il riassorbimento combinato con acqua attraverso dei canali ionici. Inoltre determina un aumento dell'esposizione, per esocitosi costitutiva, di canali del potassio a livello del tubulo distale, incrementando quindi la conduttanza dello ione attraverso l'epitelio e una sua maggiore escrezione nelle urine. Le conseguenze a breve termine di una stimolazione con aldosterone sono quindi riassumibili con ipokaliemia e ipernatriemia, a quest'ultima consegue aumento del volume plasmatico e della pressione arteriosa media.

## Farmacologia
Data la sua capacità di permettere il riassorbimento del sodio e di acqua da parte dell'organismo, l'aldosterone è un bersaglio della terapia anti-ipertensiva. Il farmaco tradizionalmente usato per trattare pazienti ipertesi e/o scompensati a livello cardiaco è lo spironolattone, che come è stato detto prima funge da suo antagonista recettoriale. Nei casi di pazienti con concentrazioni ematiche piuttosto alte di potassio, e quindi a rischio di fibrillazione o aritmia, la scelta cade sull'accoppiamento dello spironolattone, un diuretico risparmiatore di potassio, con l'idroclorotiazide, un diuretico tiazidico, associazione tradizionalmente chiamata spiridazide. Alternativamente, si usa il sale di potassio del canrenone (nome commerciale LUVION), metabolita attivo dello spironolattone.